# اس‌تی‌اس-۱۲۲
اس‌تی‌اس-۱۲۲ (انگلیسی: STS-122) یکی از ماموریت‌های برنامه شاتل‌های فضایی بود که در تاریخ ۷ فوریه ۲۰۰۸ از پایگاه فضایی کندی به مقصد ایستگاه فضایی بین‌المللی پرتاب شد. این مأموریت توسط شاتل آتلانتیس انجام گرفت و بخشی از پروژه مونتاژ ایستگاه فضایی بین‌المللی بود. در این پروژه بخشی از آزمایشگاه فضایی کلمبوس برای نصب بر روی ایستگاه فضایی ارسال شد.